# Hypozykloide

Die rote Kurve ist eine Hypozykloide, die durch Abrollen des kleinen Kreises in dem großen Kreis erzeugt wird. (Die Parameter sind es ist eine Astroide).

Eine Hypozykloide (von altgriechisch ὑπό hypó = unter und lateinisch cyclus bzw. altgr. κύκλος kýklos = Kreis) ist eine Rollkurve, die sich folgendermaßen beschreiben lässt: Auf der Innenseite eines gegebenen Kreises (Rastkreis) mit Radius {\displaystyle R} rollt ein kleinerer Kreis (Gangkreis) mit Radius {\displaystyle r}, ohne zu gleiten. Die Bahn, die ein mitrotierender Punkt auf dem Umfang des Gangkreises beschreibt, wird als Hypozykloide bezeichnet. Die Hypozykloide ist das Gegenstück zur Epizykloide und ein Spezialfall der Hypotrochoide. Ein verwandter Begriff ist die Zykloide, bei der ein Kreis auf einer Geraden rollt.

## Doppelte Erzeugung von Hypozykloiden
In einem festen Kreis mit Radius {\displaystyle R} erzeugen zwei kleinere Kreise mit Radius {\displaystyle r} bzw. {\displaystyle R-r} beim Abrollen auf der Innenseite kongruente Hypozykloiden.

## Geschlossenheit
Sowohl Epizykloiden als auch Hypozykloiden sind genau dann geschlossene Kurven, wenn das Längenverhältnis {\displaystyle q} = {\displaystyle {\tfrac {R}{r}}} der Radien rational ist und sich als gekürzter Bruch von zwei ganzen Zahlen {\displaystyle i_{R}} und {\displaystyle i_{r}} schreiben lässt. Mathematisch ausgedrückt bedeutet das: 
{\displaystyle {\frac {R}{r}}={\frac {i_{R}}{i_{r}}}\quad {\mbox{mit}}\quad \operatorname {ggT} (i_{R},i_{r})=1}
Dabei bezeichnet {\displaystyle \operatorname {ggT} (i_{R},i_{r})} den größten gemeinsamen Teiler von {\displaystyle i_{R}} und {\displaystyle i_{r}}. Im ersten Bruch ist {\displaystyle R} der Radius des stehenden „Rades“ und {\displaystyle r} der Radius des umlaufenden „Rades“. Bei der technischen Umsetzung in Form von Zahnrädern ist die Anzahl der „Zähne“ maßgeblich, sodass sich stets geschlossene Kurven ergeben. Im Folgenden wird immer ein rationales Verhältnis {\displaystyle q} vorausgesetzt.

### Anzahl der Spitzen
Die Anzahl der Spitzen einer geschlossenen Hypozykloide ist gleich der ganzen Zahl {\displaystyle i_{R}}.

### Anzahl der Umläufe
Die Anzahl an Umläufen des sich bewegenden „Rades“ während einer Periode ist {\displaystyle i_{r}}. In den Bildern wird für jeden Teil der Hypozykloide, der während eines Umlaufs des bewegten „Rades“ entsteht, eine andere Farbe verwendet.

Umläufe und Spitzen von Hypozykloiden
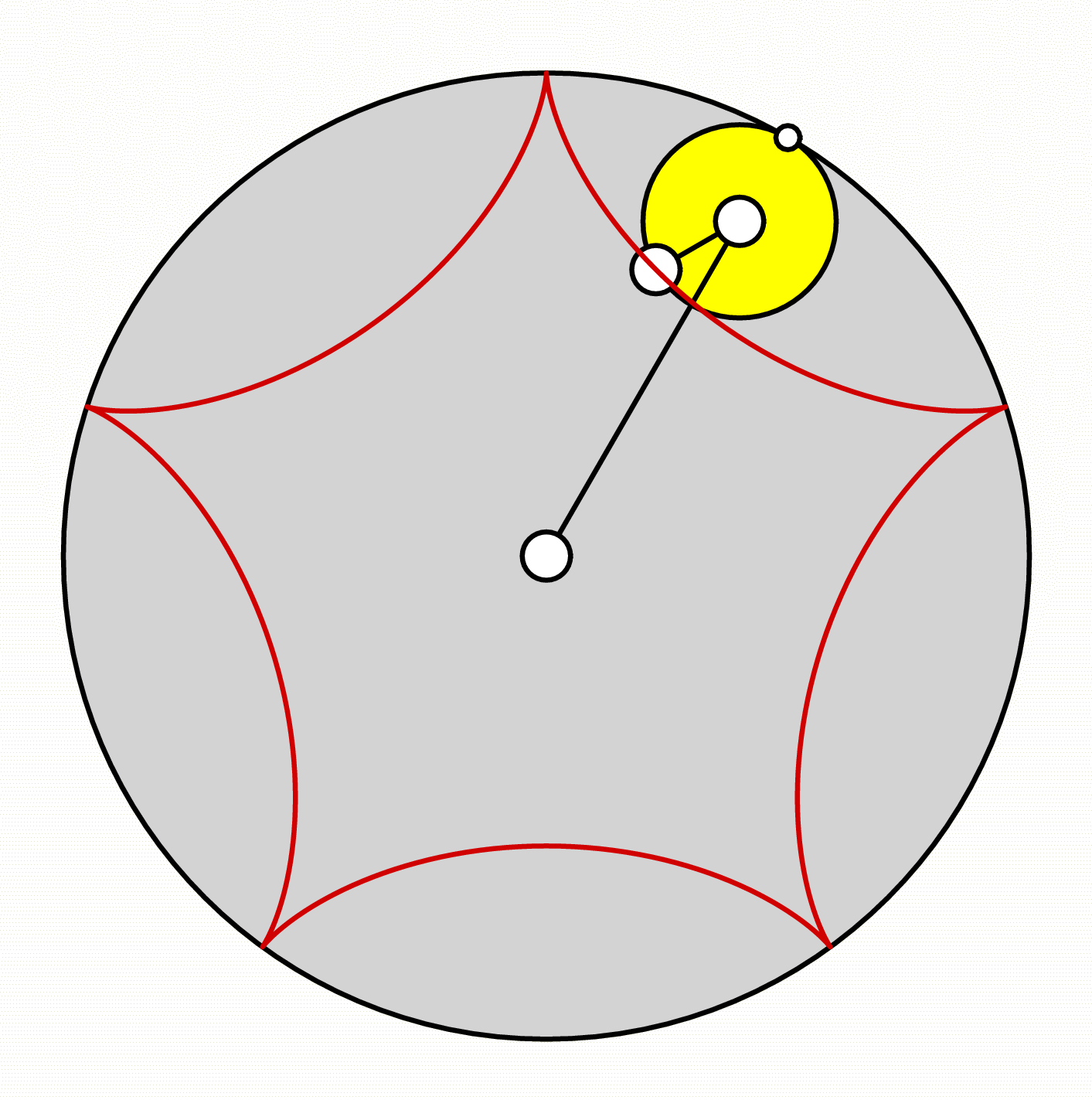
Hypozykloide q = 5/1
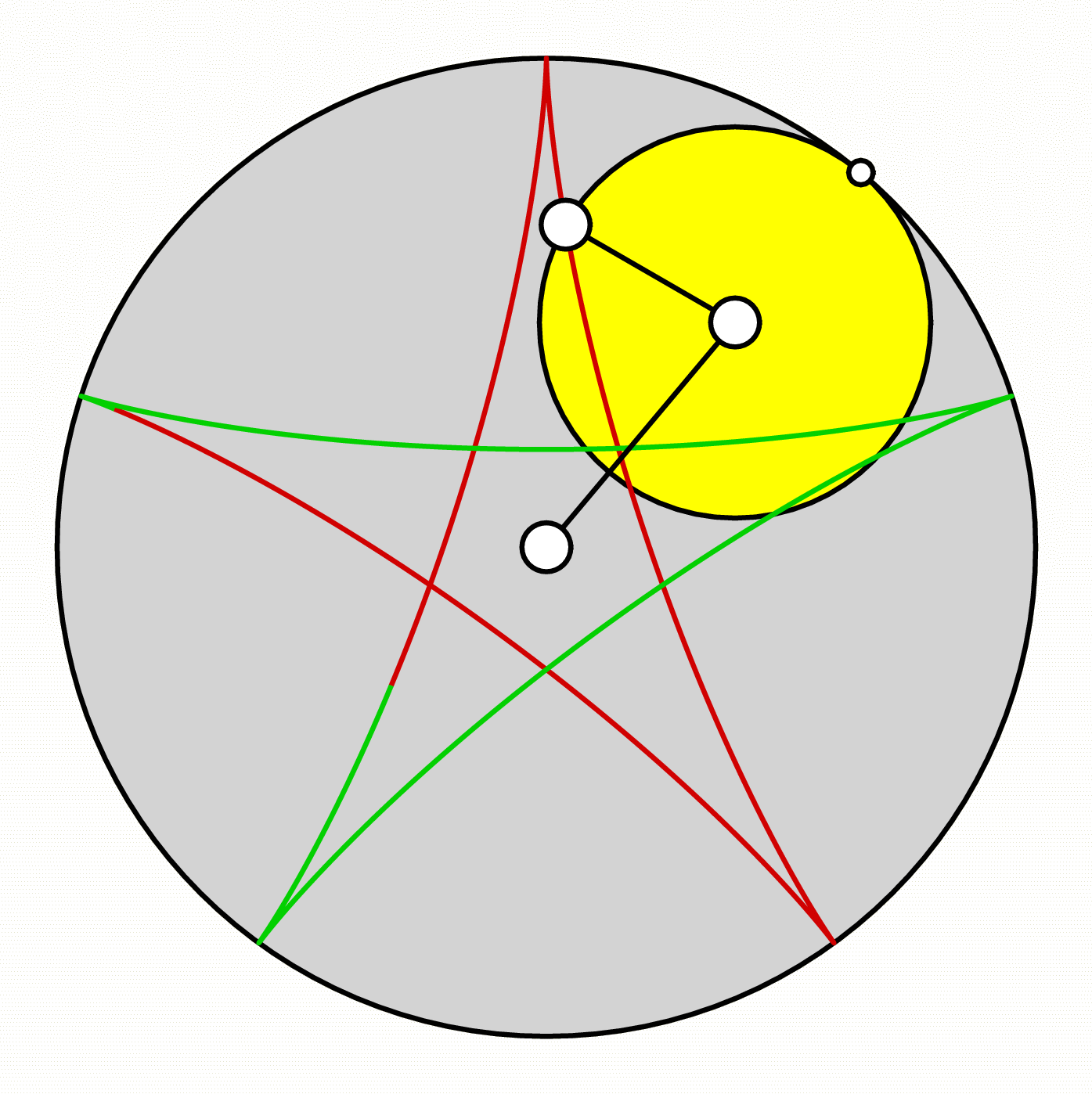
Hypozykloide q = 5/2
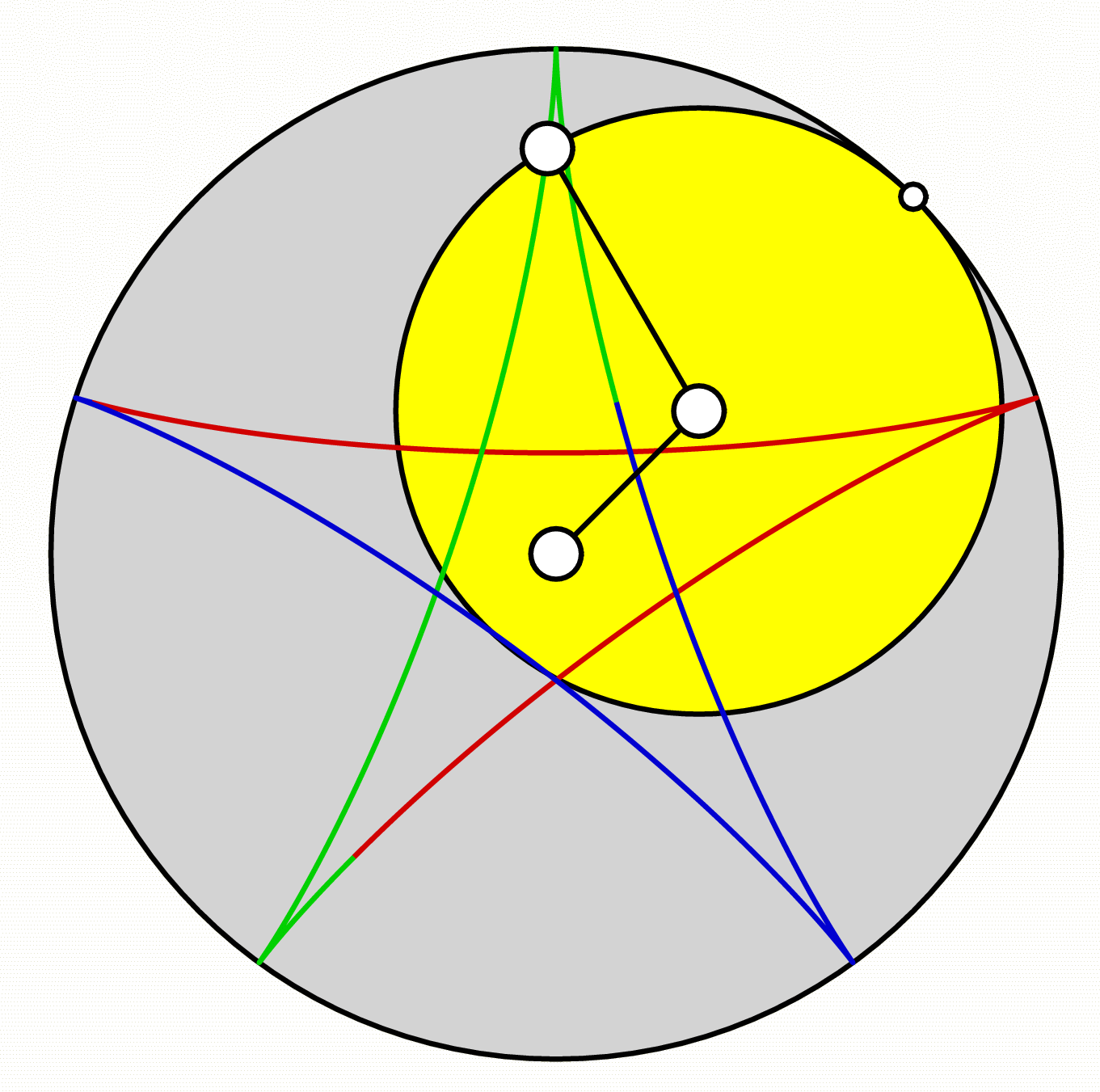
Hypozykloide q = 5/3
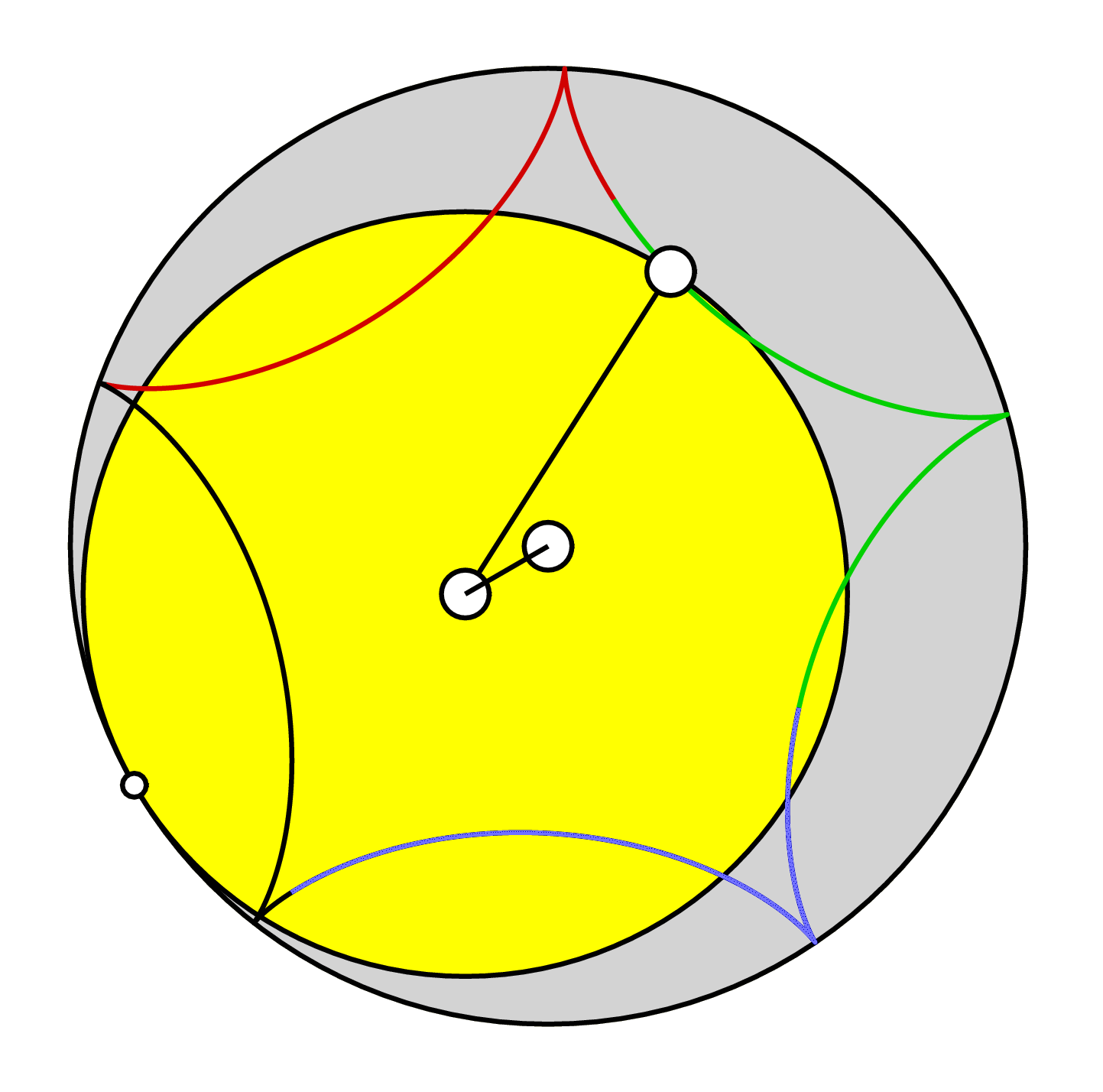
Hypozykloide q = 5/4

## Parametergleichung
Die kartesischen Koordinaten eines Kurvenpunktes {\displaystyle P} lassen sich berechnen durch
{\displaystyle x=(R-r)\cos \alpha +r\cos(({\frac {R}{r}}-1)\alpha ),}
{\displaystyle y=(R-r)\sin \alpha -r\sin(({\frac {R}{r}}-1)\alpha ).}
Dabei wird vorausgesetzt, dass der Mittelpunkt des festen Kreises mit dem Ursprung übereinstimmt. Die Startposition des erzeugenden Punktes ist {\displaystyle (R,0)}. Als Parameter wird der Winkel {\displaystyle \alpha } verwendet, den die Verbindungsstrecke zwischen dem Ursprung und dem Mittelpunkt des bewegten Kreises mit der x-Achse einschließt. Die Gleichungen lassen sich dadurch begründen, dass man in der Parameterdarstellung der Epizykloide den Radius {\displaystyle r} des bewegten Kreises durch {\displaystyle -r} ersetzt.
Mit der Abkürzung {\displaystyle m={\frac {R}{r}}-1} können die Gleichungen noch einfacher formuliert werden:
{\displaystyle x=mr\cos \alpha +r\cos(m\alpha ),}
{\displaystyle y=mr\sin \alpha -r\sin(m\alpha ).}

## Eigenschaften der Hypozykloide

### Zahl der Schnittpunkte
Für {\displaystyle q={\tfrac {R}{r}}={\tfrac {i_{R}}{i_{r}}}>2} bzw. {\displaystyle i_{R}>2i_{r}} (also {\displaystyle r<{\tfrac {R}{2}}}), ist die Zahl der Schnittpunkte gleich {\displaystyle i_{R}(i_{r}-1)}. Falls die Hypozykloide nur einen Umlauf aufweist ({\displaystyle i_{r}=1}), existieren keine Schnittpunkte. Ist die Zahl der Umläufe größer ({\displaystyle i_{r}>1}), so erhöht sich bei jedem Umlauf die Zahl der Schnittpunkte um {\displaystyle i_{R}}. Für {\displaystyle r>{\tfrac {R}{2}}} bzw. {\displaystyle i_{R}<2i_{r}} ist, entsprechend der doppelten Erzeugung, {\displaystyle r} durch {\displaystyle R-r} und {\displaystyle i_{r}} durch {\displaystyle i_{R}-i_{r}} zu ersetzen. Insgesamt gilt für die Zahl der Schnittpunkte
{\displaystyle n=\left\{{\begin{array}{ll}i_{R}(i_{r}-1),&{\mbox{falls}}\;i_{R}>2i_{r},\\0,&{\mbox{falls}}\;i_{R}=2i_{r},\\i_{R}(i_{R}-i_{r}-1),&{\mbox{falls}}\;i_{R}<2i_{r}.\end{array}}\right.}

### Länge
Für ganzzahliges {\displaystyle q} beträgt die Gesamtlänge der Hypozykloide {\displaystyle 8(R-r).}

## Spezielle Hypozykloiden
Für ganzzahlige Längenverhältnisse {\displaystyle q} ergeben sich spezielle Hypozykloiden:
- Für {\displaystyle q=2} (Cardanische Kreise) ergibt sich eine geradlinige Hypozykloide, deren sämtliche Punkte auf einem Durchmesser liegen.[5]
- Für {\displaystyle q=3} ergibt sich eine Deltoide (Hypozykloide mit 3 Spitzen).
- Für {\displaystyle q=4} ergibt sich eine Astroide[5] (Hypozykloide mit 4 Spitzen): das Karo, wie man es von Spielkarten kennt.

Spezielle Hypozykloiden
Hypozykloide q = 2/1 (Cardanische Kreise)
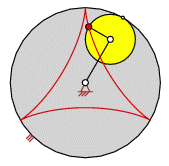
Hypozykloide q = 3/1 (Deltoide)
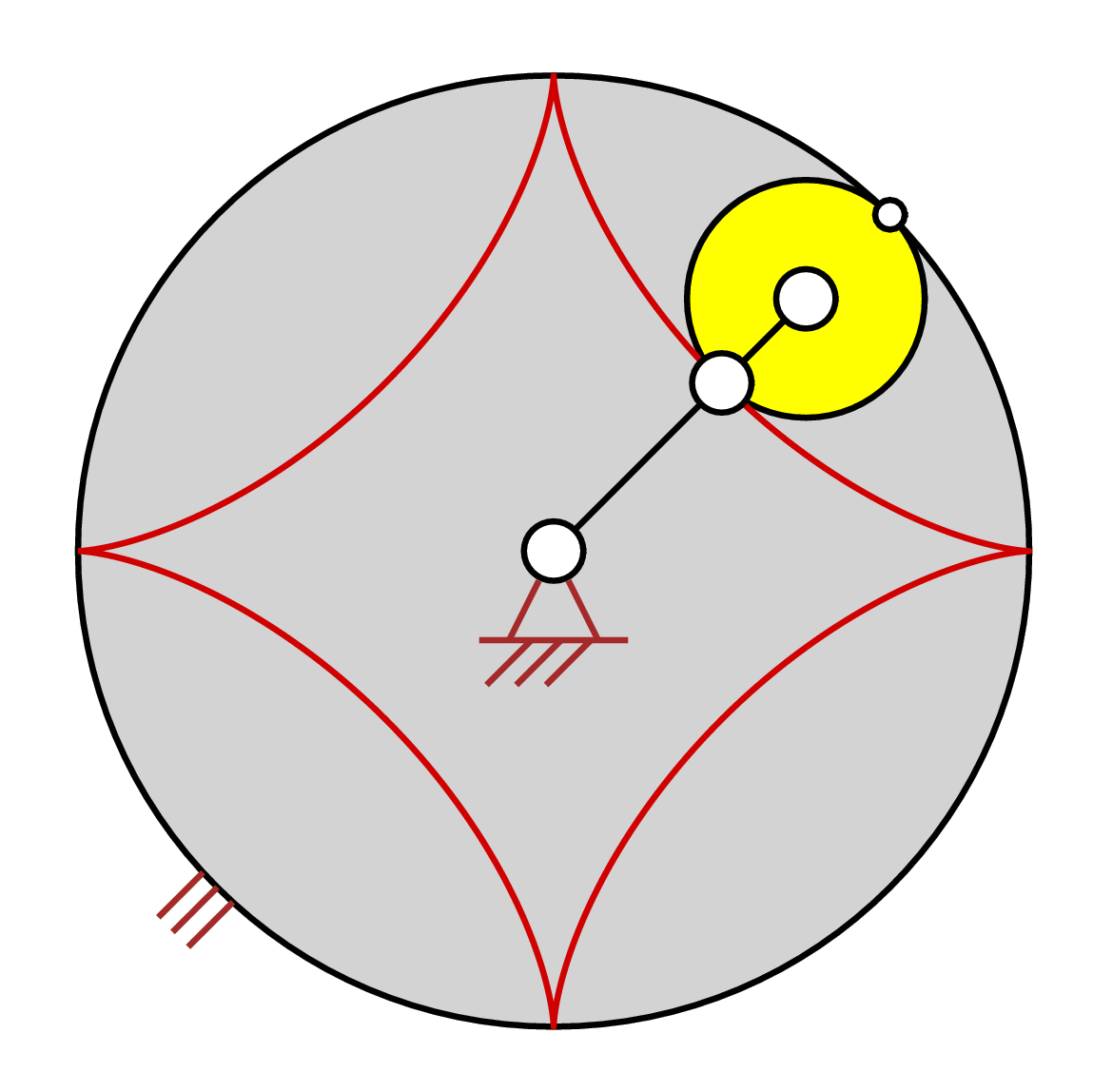
Hypozykloide q = 4/1 (Astroide)

## Hypotrochoide

Die rot gezeichnete Hypotrochoide entsteht durch Abrollen des kleineren schwarzen Kreises auf der Innenseite des größeren blauen Kreises (Parameterwerte R = 5, r = 3, d = 5).

Die Hypotrochoide ist eine naheliegende Verallgemeinerung der Hypozykloide. Ein kleinerer Kreis mit Radius {\displaystyle r} rollt auf der Innenseite eines größeren Kreises mit Radius {\displaystyle R}. Der erzeugende Punkt hat zum Mittelpunkt des bewegten Kreises einen Abstand {\displaystyle d>0}.
Folgende Typen werden unterschieden:
- Verkürzte Hypozykloide ({\displaystyle d<r})
- Verlängerte Hypozykloide ({\displaystyle d>r})
- Hypozykloide ({\displaystyle d=r}), auch als gespitzte Hypozykloide bezeichnet

Die gelegentlich auftauchenden Begriffe gestreckte Hypozykloide und verschlungene Hypozykloide sind problematisch, weil sie eine Fallunterscheidung erfordern. Beispielsweise verbindet man das Wort „verschlungen“ mit Schleifen. Solche Schleifen existieren aber sowohl bei Hypotrochoiden mit {\displaystyle d>r} und {\displaystyle q>2} als auch bei Hypotrochoiden mit {\displaystyle d<r} und {\displaystyle q<2}.

Hypotrochoiden mit q = 3/1 bzw. q = 3/2
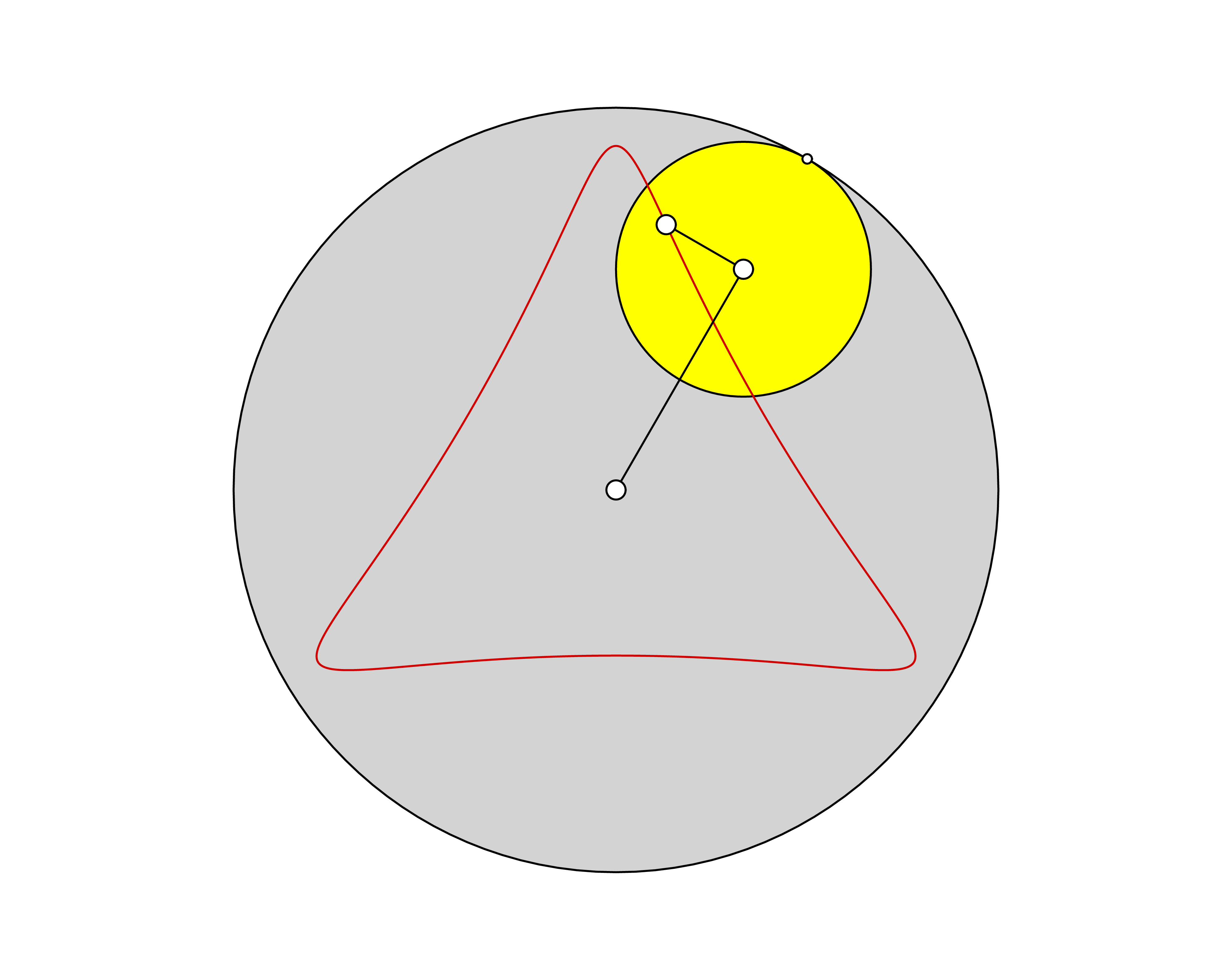
Verkürzte Hypozykloide q = 3/1
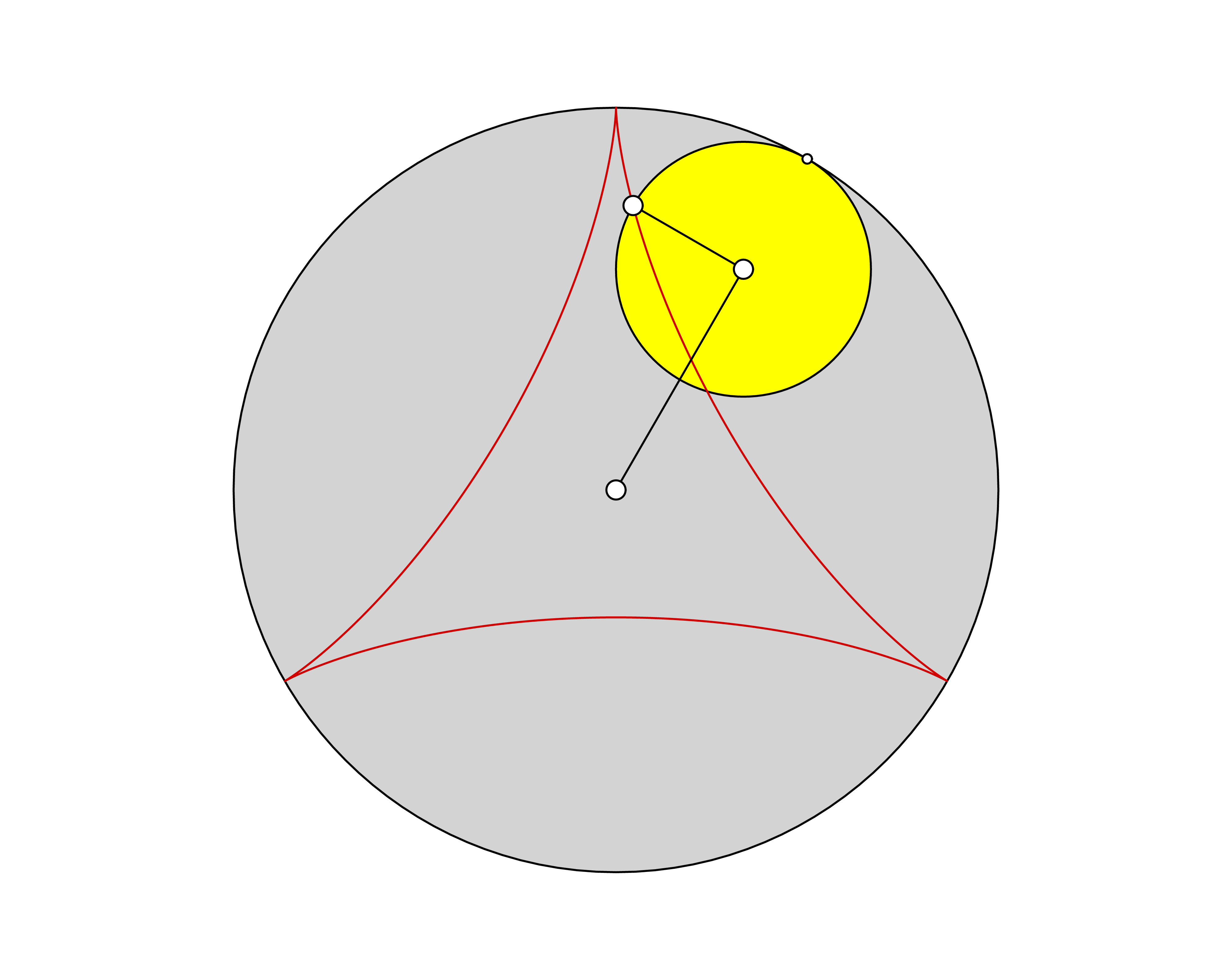
Gespitzte Hypozykloide q = 3/1
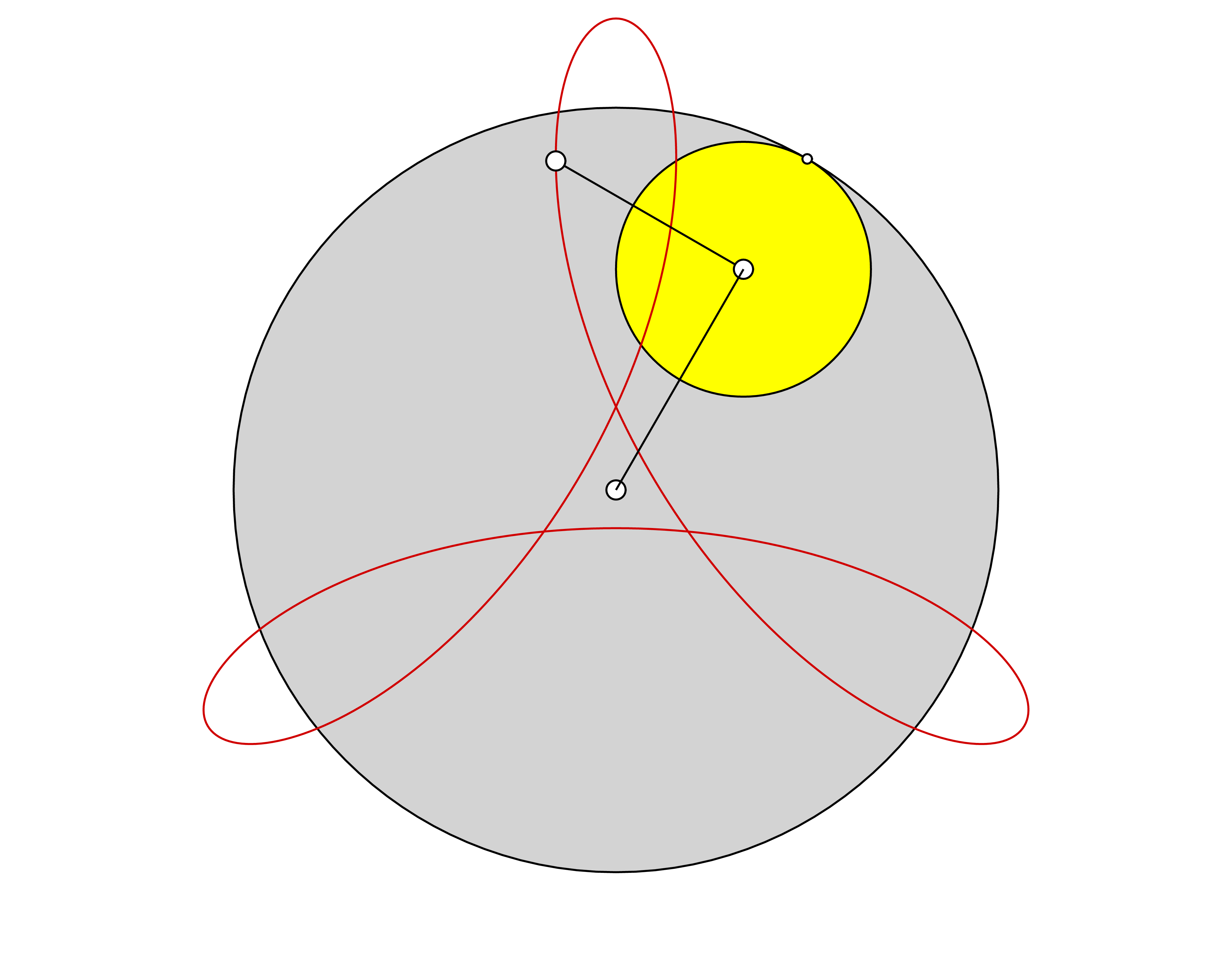
Verlängerte Hypozykloide q = 3/1
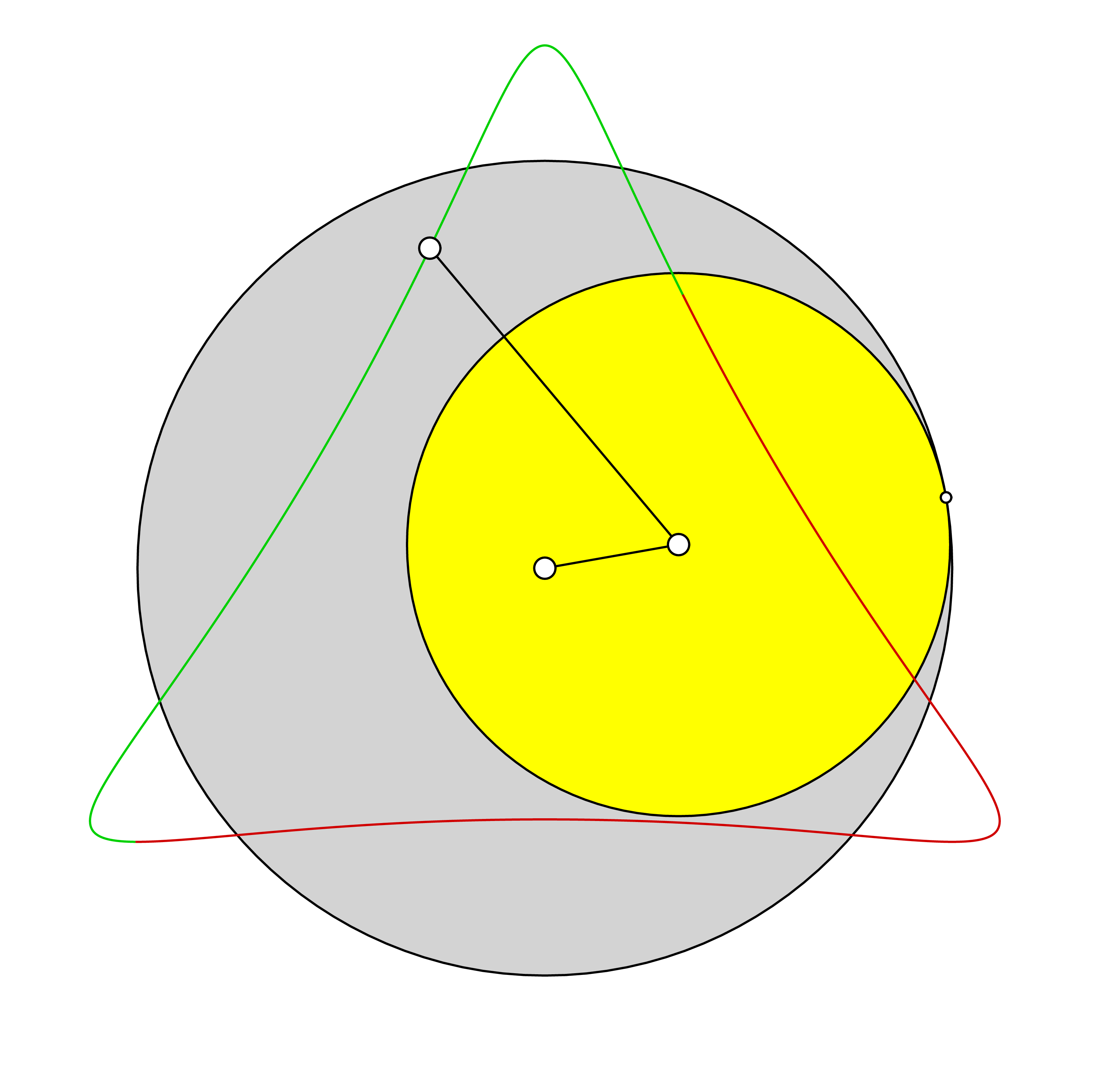
Verlängerte Hypotrochoide q = 3/2
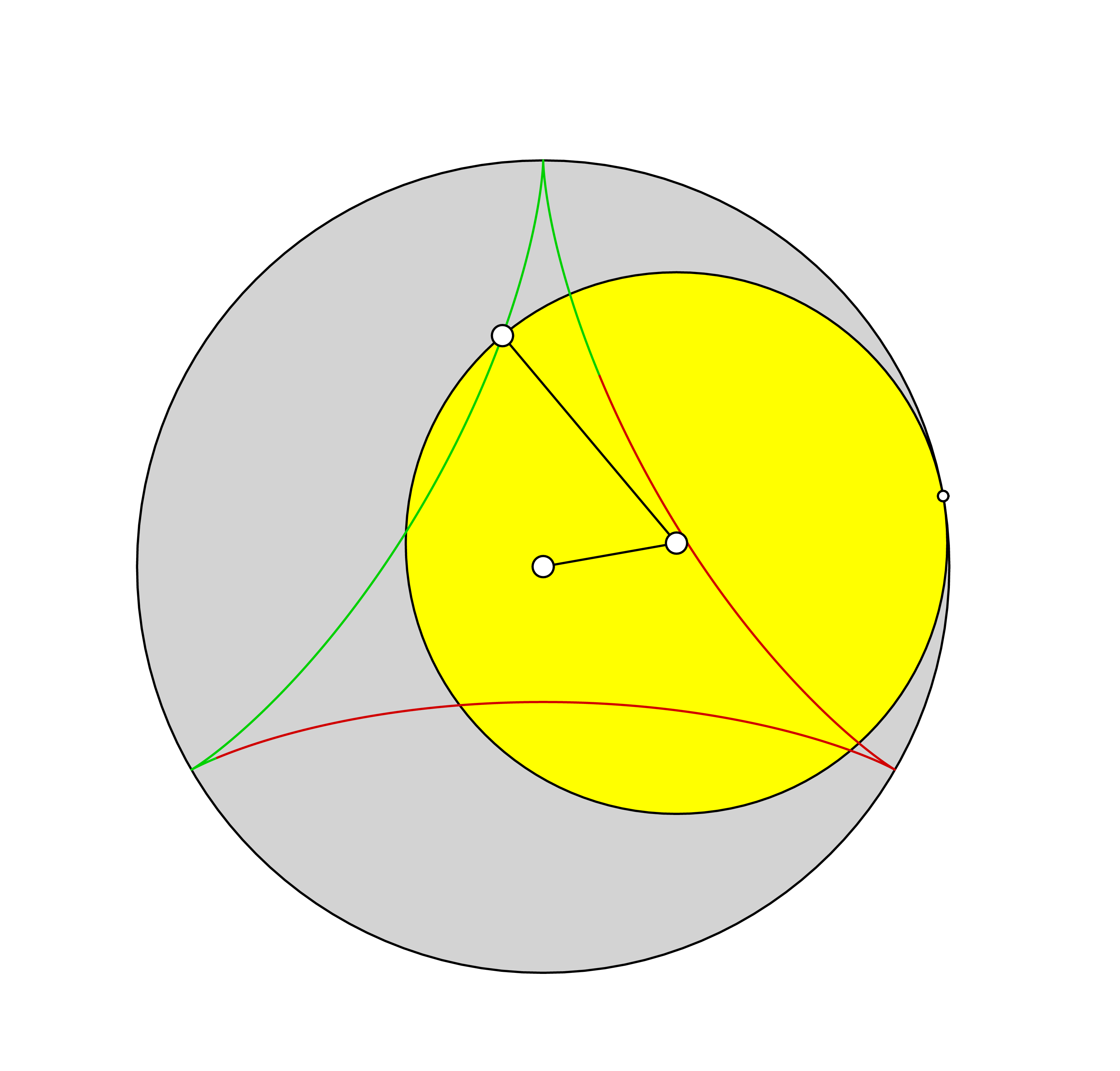
Gespitzte Hypozykloide q = 3/2
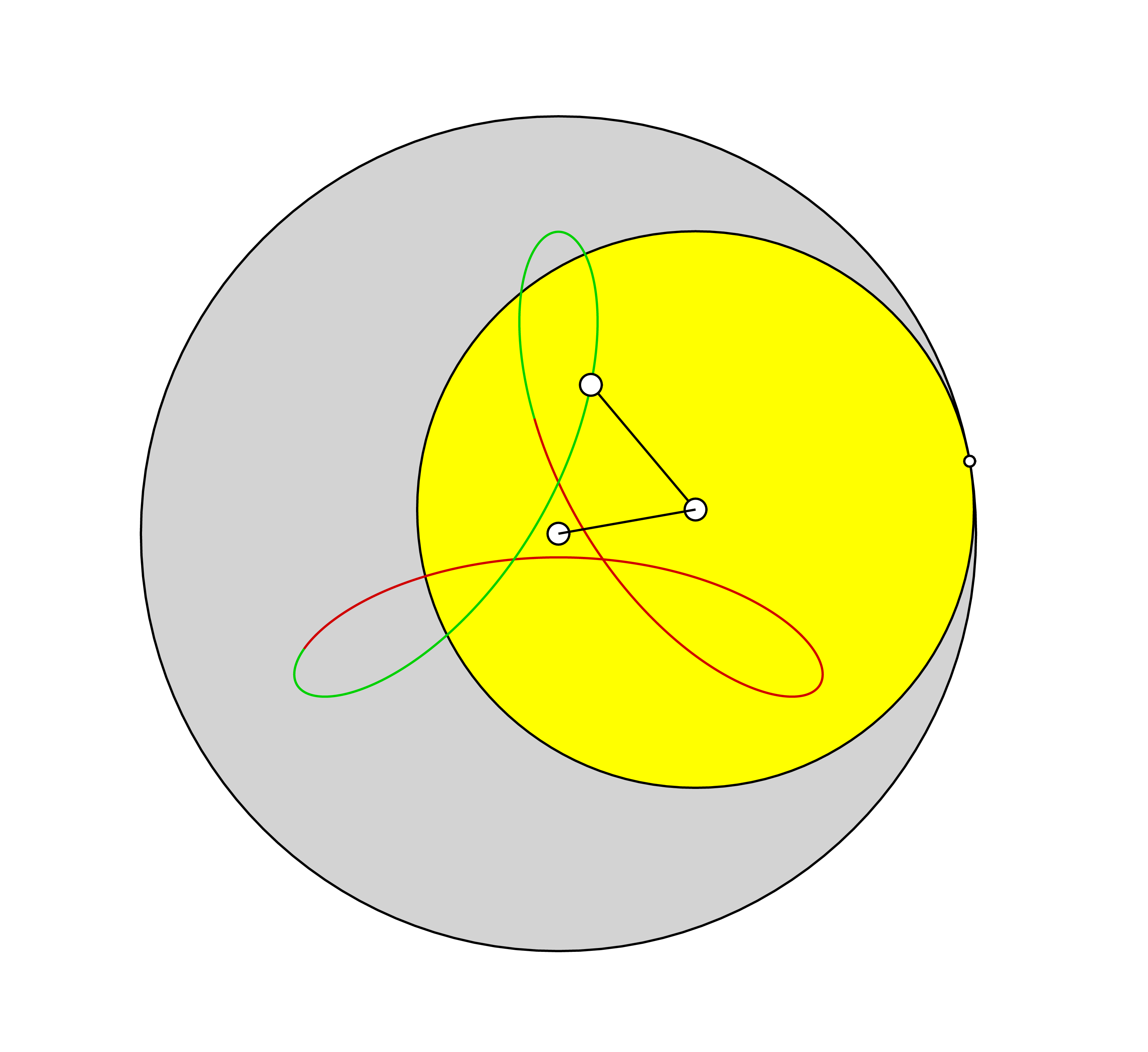
Verkürzte Hypozykloide q = 3/2

### Parametergleichung
Für den allgemeinen Fall (Hypotrochoide) muss in der Parameterdarstellung der Hypozykloide der Faktor {\displaystyle r} (Radius) durch den Abstand {\displaystyle d} ersetzt werden.
{\displaystyle x=(R-r)\cos \alpha +d\cos(({\frac {R}{r}}-1)\alpha ),}
{\displaystyle y=(R-r)\sin \alpha -d\sin(({\frac {R}{r}}-1)\alpha ).}
Mit {\displaystyle m={\frac {R}{r}}-1} lauten die Gleichungen
{\displaystyle x=mr\cos \alpha +d\cos(m\alpha ),}
{\displaystyle y=mr\sin \alpha -d\sin(m\alpha ).}

### Beispiele
- {\displaystyle R=30,r=10,d=r}
- {\displaystyle R=30,r=10,d=5}
- {\displaystyle R=30,r=10,d=15}

Doppelte Erzeugung von Hypotrochoiden mit q = 3/1 bzw. q = 3/2
Zwei Hypotrochoiden (Animation)

Für die genaue Beschreibung von Hypotrochoiden sind zwei Begriffe bedeutsam, der Ball'sche Kreis und die Übergangskreise.

### Ball'scher Kreis
Der Ball'sche Kreis, ein Spezialfall der Ball'schen Kurve, ist ein Kreis um den Mittelpunkt des umlaufenden Kreises mit dem Radius
{\displaystyle r_{B}={\frac {r}{m}}={\frac {r}{q-1}}={\frac {r}{{\frac {i_{R}}{i_{r}}}-1}}={\frac {r}{{\frac {R}{r}}-1}}={\frac {r^{2}}{R-r}}.}
Er spielt beim Krümmungsverhalten einer Hypotrochoide eine wichtige Rolle. Für {\displaystyle q>2} befindet sich der Ball'sche Kreis innerhalb des umlaufenden Kreises, für {\displaystyle q<2} außerhalb.

### Übergangskreise
Übergangskreise einer Hypotrochoide (Spezialfall von Übergangskurven) sind dadurch gekennzeichnet, dass die Hypotrochoide Berührungspunkte aufweist, wenn der erzeugende Punkt auf einem dieser Übergangskreise liegt. Da es sich hier um konzentrische Kreise um den Mittelpunkt des bewegten Kreises handelt, ist der Name Übergangskreis sinnvoll. Beim Verschieben des erzeugenden Punkts über einen der Übergangskreise ändert sich die Zahl der Schnittpunkte (Doppelpunkte) der Hypotrochoide. Die Radien der Übergangskreise lassen sich im Allgemeinen nicht analytisch berechnen. Die Ermittlung mithilfe von Näherungsverfahren ist nicht kompliziert, würde aber den Rahmen dieses Artikels sprengen. Für {\displaystyle q>2} befinden sich die Übergangskreise, falls vorhanden, außerhalb des bewegten Kreises, für {\displaystyle q<2} innerhalb.
Die Anzahl der Übergangskreise lässt sich berechnen durch
{\displaystyle n_{b}=\left\lfloor {\frac {|2i_{r}-i_{R}|}{2}}\right\rfloor .}
Die hier verwendete Gaußklammer {\displaystyle \lfloor \ldots \rfloor } drückt aus, dass der Wert von {\displaystyle {\frac {|2i_{r}-i_{R}|}{2}}}, falls er nicht ganzzahlig ist, auf die nächstkleinere ganze Zahl abgerundet werden muss.

### Minimale und maximale Zahl der Schnittpunkte
Die minimale Zahl der Schnittpunkte einer Hypotrochoide stimmt mit der Zahl der Schnittpunkte der entsprechenden Hypozykloide überein:
{\displaystyle n_{min}=\left\{{\begin{array}{ll}i_{R}(i_{r}-1),&{\mbox{falls}}\;i_{R}>2i_{r},\\0,&{\mbox{falls}}\;i_{R}=2i_{r},\\i_{R}(i_{R}-i_{r}-1),&{\mbox{falls}}\;i_{R}<2i_{r}.\end{array}}\right.}
Mithilfe der Zahl der Übergangskreise ({\displaystyle n_{b}}) lässt sich daraus auch die maximale Zahl der Schnittpunkte ermitteln:
{\displaystyle n_{max}=\left\{{\begin{array}{ll}n_{min}+(2n_{b}+1)\,i_{R},&{\mbox{falls}}\;i_{R}\;{\mbox{ungerade}}\\n_{min}+2n_{b}i_{R},&{\mbox{falls}}\;i_{R}\;{\mbox{gerade}}\\\end{array}}\right.}

### Verkürzte Hypozykloide (d < r)
1. Fall ({\displaystyle q>2})
In diesem Fall besitzt die Hypotrochoide keine Schleifen.
Liegt der erzeugende Punkt zwischen dem Ball'schen Kreis und dem umlaufenden Kreis ({\displaystyle r_{B}<d<r}), so hat die Hypotrochoide {\displaystyle 2i_{R}} Wendepunkte. Wendepunkte sind durch einen Wechsel zwischen Links- und Rechtskrümmung gekennzeichnet. Hier wechselt der Krümmungskreismittelpunkt von einer Seite der Kurve auf die andere. Für {\displaystyle d\leq r_{B}} existieren keine Wendepunkte, das Krümmungsverhalten ist also einheitlich. Im Grenzfall {\displaystyle d=r_{B}} hat die Hypotrochoide {\displaystyle i_{R}} Abschnitte, die annähernd geradlinig verlaufen.
Die Zahl der Schnittpunkte hat ihren minimalen Wert {\displaystyle n_{min}=i_{R}(i_{r}-1)}.

Gespitzte und verkürzte Hypozykloiden
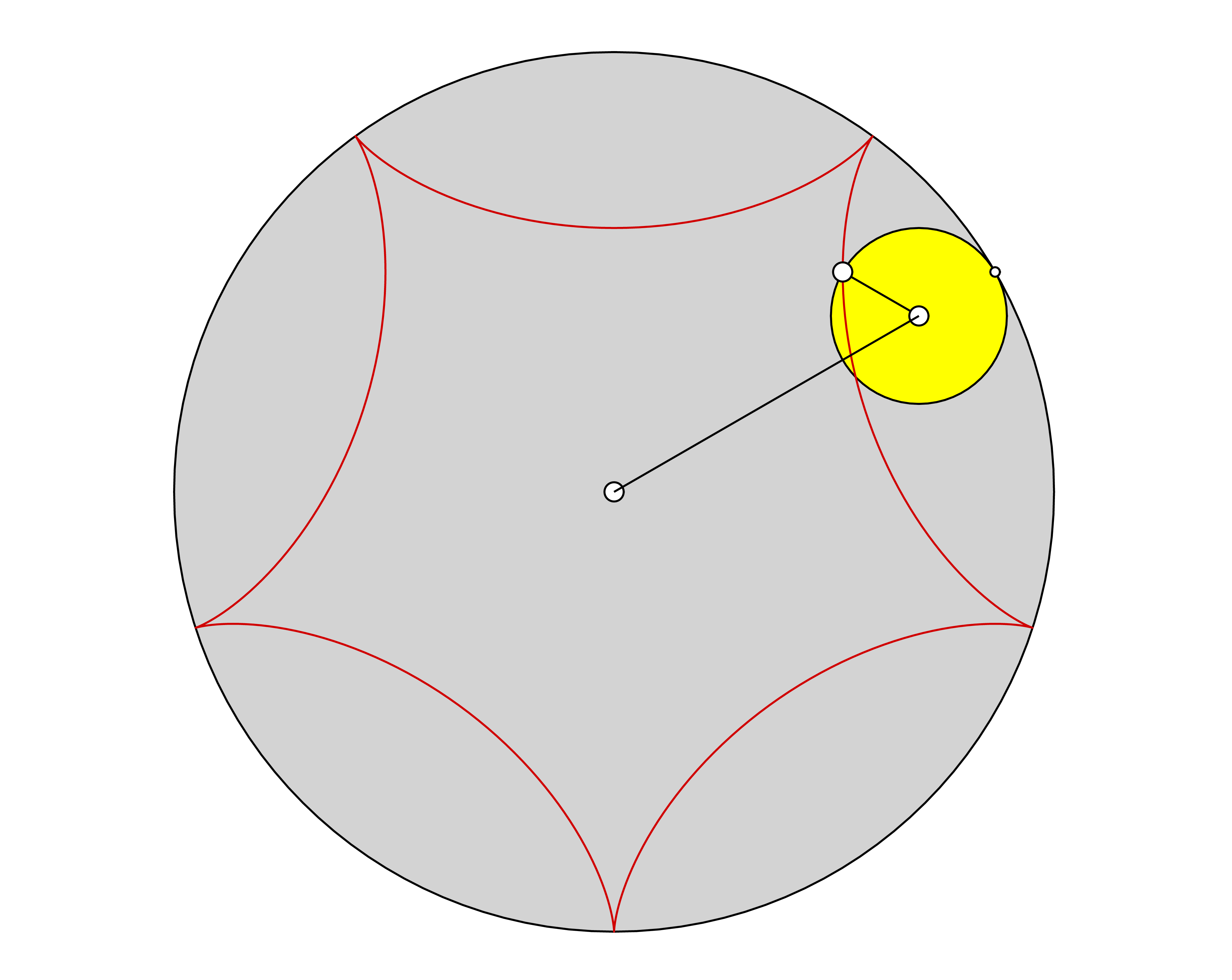
Gespitzte Hypozykloide
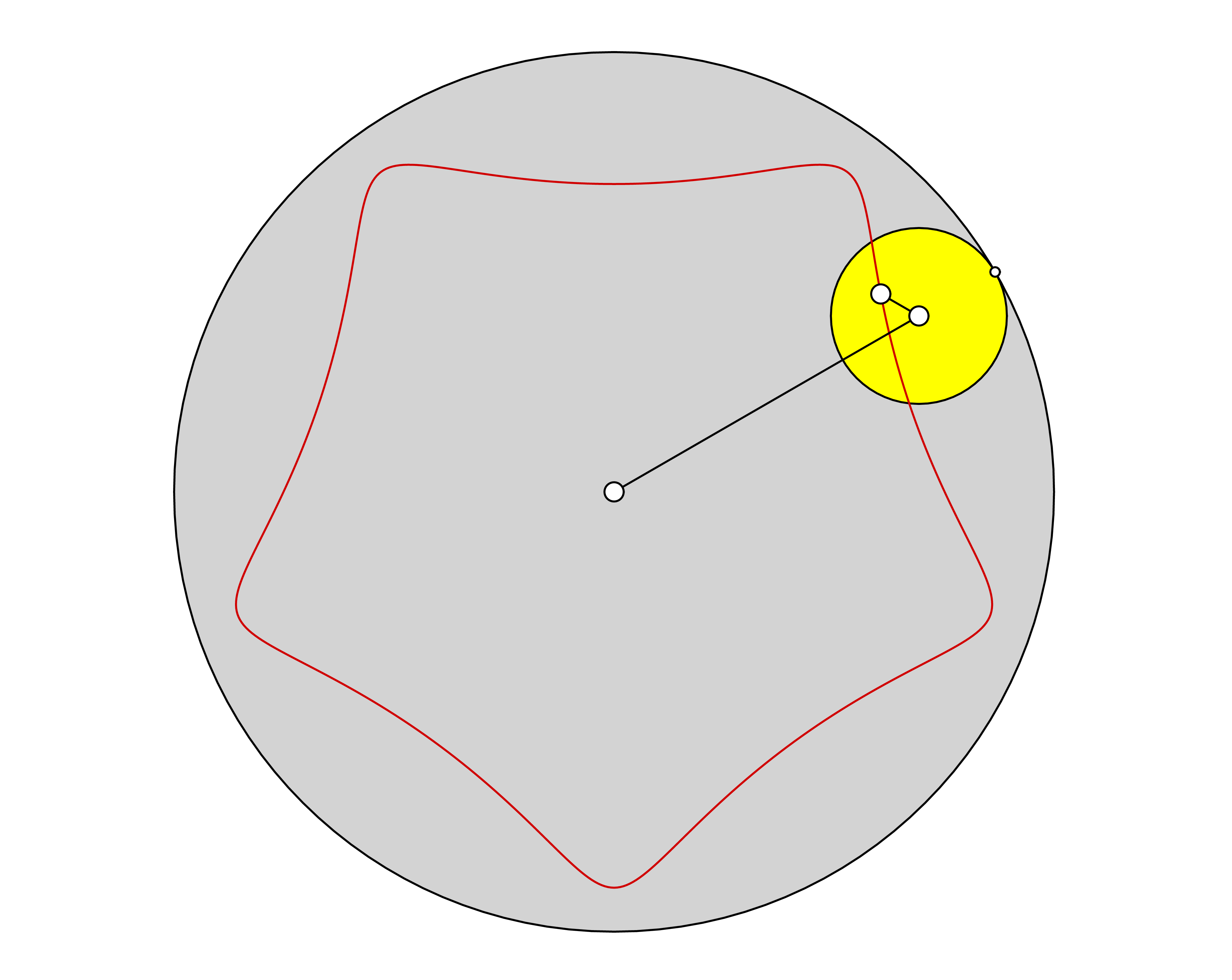
Verkürzte Hypozykloide mit Wendepunkten
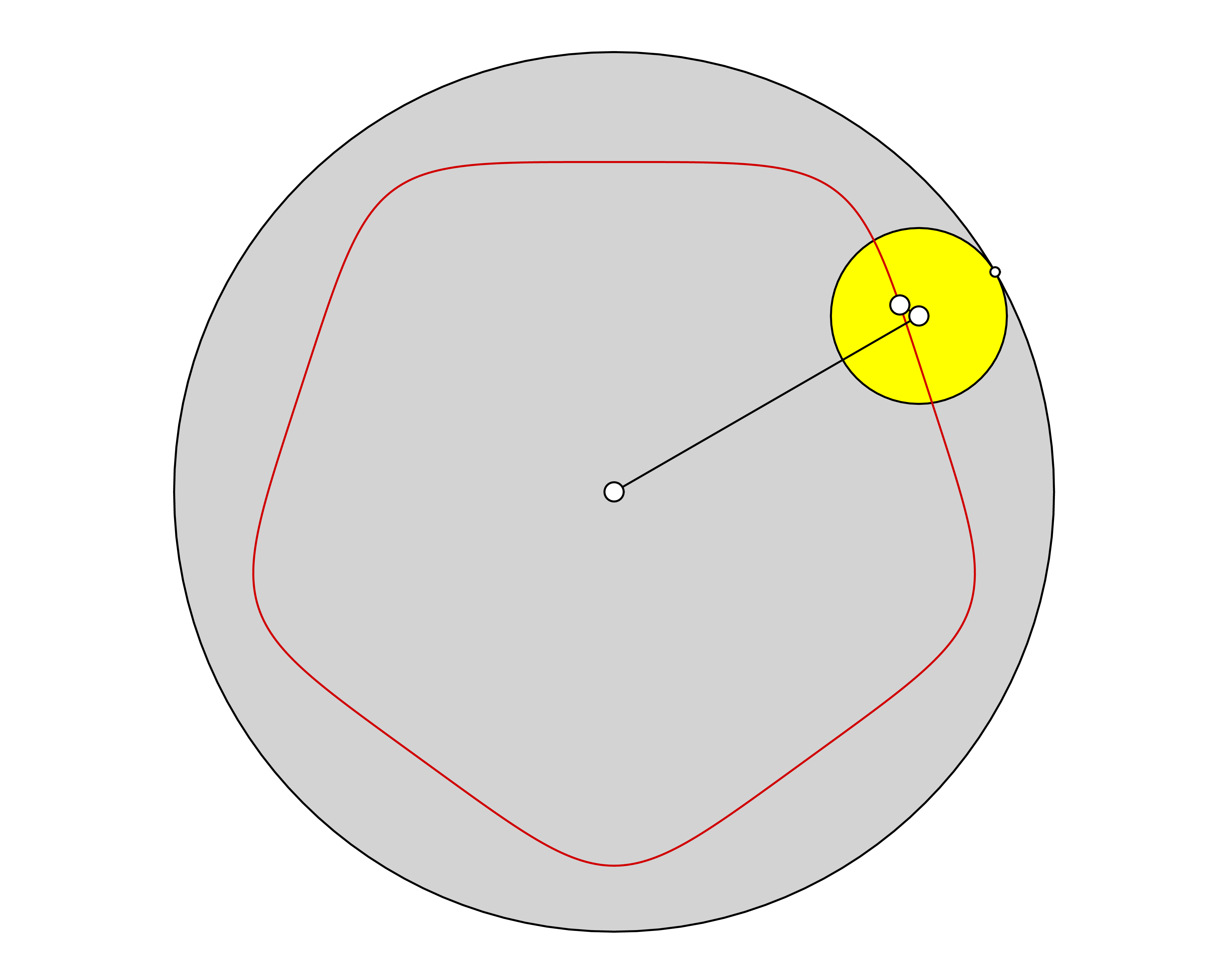
Verkürzte Hypozykloide mit genäherten Geraden
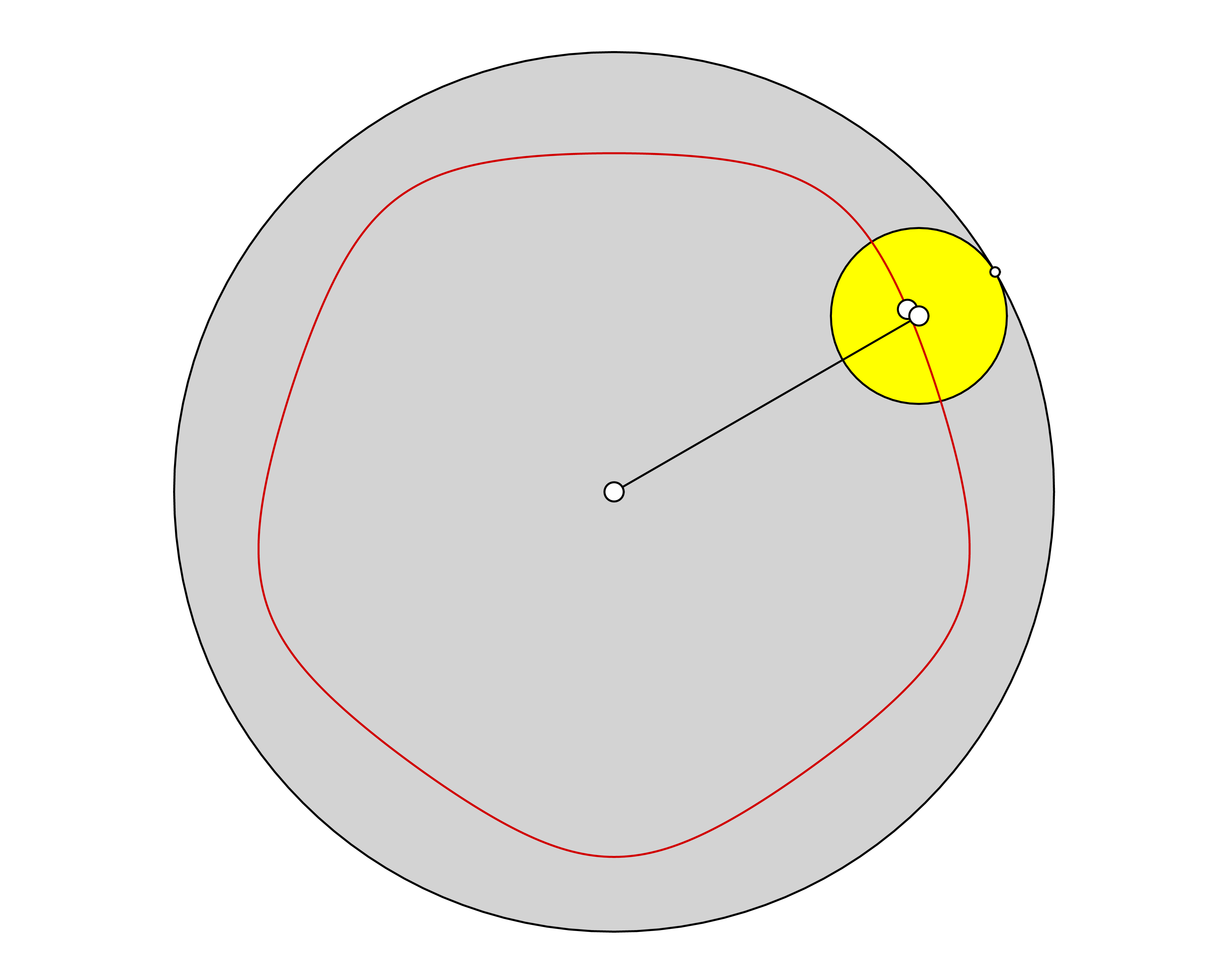
Verkürzte Hypozykloide ohne Wendepunkte

2. Fall ({\displaystyle q<2})
In diesem Fall hat die Hypotrochoide {\displaystyle i_{R}} Schleifen, entsprechend der Zahl der Spitzen bei der entsprechenden gespitzten Hypozykloide.
Das Krümmungsverhalten ist einheitlich, es gibt keine Wendepunkte.
Wegen {\displaystyle q<2} ist die minimale Zahl der Schnittpunkte gegeben durch {\displaystyle n_{min}=i_{R}(i_{R}-i_{r}-1)}. Liegt der erzeugende Punkt zwischen dem bewegten Kreis und dem äußersten Übergangskreis, so existieren {\displaystyle n_{min}+i_{R}} Schnittpunkte. Falls es keinen Übergangskreis gibt, gilt diese Zahl für beliebiges {\displaystyle d<r}. Verschiebt man den erzeugenden Punkt von knapp außerhalb eines Übergangskreises auf den Übergangskreis, so kommen zu den bisherigen Schnittpunkten {\displaystyle i_{R}} Berührungspunkte dazu. Bei weiterer Verschiebung ins Innere des Übergangskreises verschwinden die Berührungspunkte wieder; stattdessen kommen im Allgemeinen {\displaystyle 2i_{R}} weitere Schnittpunkte dazu. Bei geradem {\displaystyle i_{R}} gibt es eine Ausnahme zu diesem Verhalten: Durch Verschieben des erzeugenden Punktes über den innersten Übergangskreis (Radius {\displaystyle R-r}) nach innen erhöht sich die Zahl der Schnittpunkte nur um {\displaystyle i_{R}}.
Der Spirograph, ein Spielzeug, mit dem sich reizvolle Ornamente gestalten lassen, ermöglicht unter anderem das Zeichnen von verkürzten Hypozykloiden.

### Verlängerte Hypozykloide (d > r)
1. Fall ({\displaystyle q>2})
In diesem Fall besitzt die Hypotrochoide {\displaystyle i_{R}} Schleifen, entsprechend der Zahl der Spitzen bei der entsprechenden gespitzten Hypozykloide.
Das Krümmungsverhalten ist einheitlich, es gibt keine Wendepunkte.
Wegen {\displaystyle q>2} ist die minimale Zahl der Schnittpunkte gegeben durch {\displaystyle n_{min}=i_{R}(i_{r}-1)}. Liegt der erzeugende Punkt zwischen dem bewegten Kreis und dem innersten Übergangskreis, so beträgt die Zahl der Schnittpunkte {\displaystyle n_{min}+i_{R}}. Falls es keine Übergangskreise gibt, gilt diese Zahl für beliebiges {\displaystyle d>r}. Verschiebt man den erzeugenden Punkt von knapp innerhalb eines Übergangskreises auf den Übergangskreis, so treten außer den bisherigen Schnittpunkten {\displaystyle i_{R}} Berührungspunkte auf. Bei weiterer Verschiebung nach außen verschwinden die Berührungspunkte wieder; dafür kommen im Allgemeinen {\displaystyle 2i_{R}} weitere Schnittpunkte hinzu. Bei geradem {\displaystyle i_{R}} gibt es eine Ausnahme von diesem Verhalten: Durch Verschieben des erzeugenden Punktes über den äußersten Übergangskreis (Radius {\displaystyle R-r}) nach außen erhöht sich die Zahl der Schnittpunkte nur um {\displaystyle i_{R}}. Größer kann die Zahl der Schnittpunkte nicht werden.
Beispiel q = 5/1
{\displaystyle n_{b}=\lfloor {\frac {|2i_{r}-i_{R}|}{2}}\rfloor =\lfloor {\frac {|2\cdot 1-5|}{2}}\rfloor =\lfloor 1{,}5\rfloor =1}
{\displaystyle n_{min}=i_{R}(i_{r}-1)=5\cdot (1-1)=0}
{\displaystyle n_{max}=n_{min}+(2n_{b}+1)\,i_{R}=0+(2\cdot 1+1)\cdot 5=15}
Eine verlängerte Hypozykloide mit {\displaystyle q=5/1} kann also 5 oder 15 Schnittpunkte aufweisen.

Hypotrochoiden mit q = 5/1
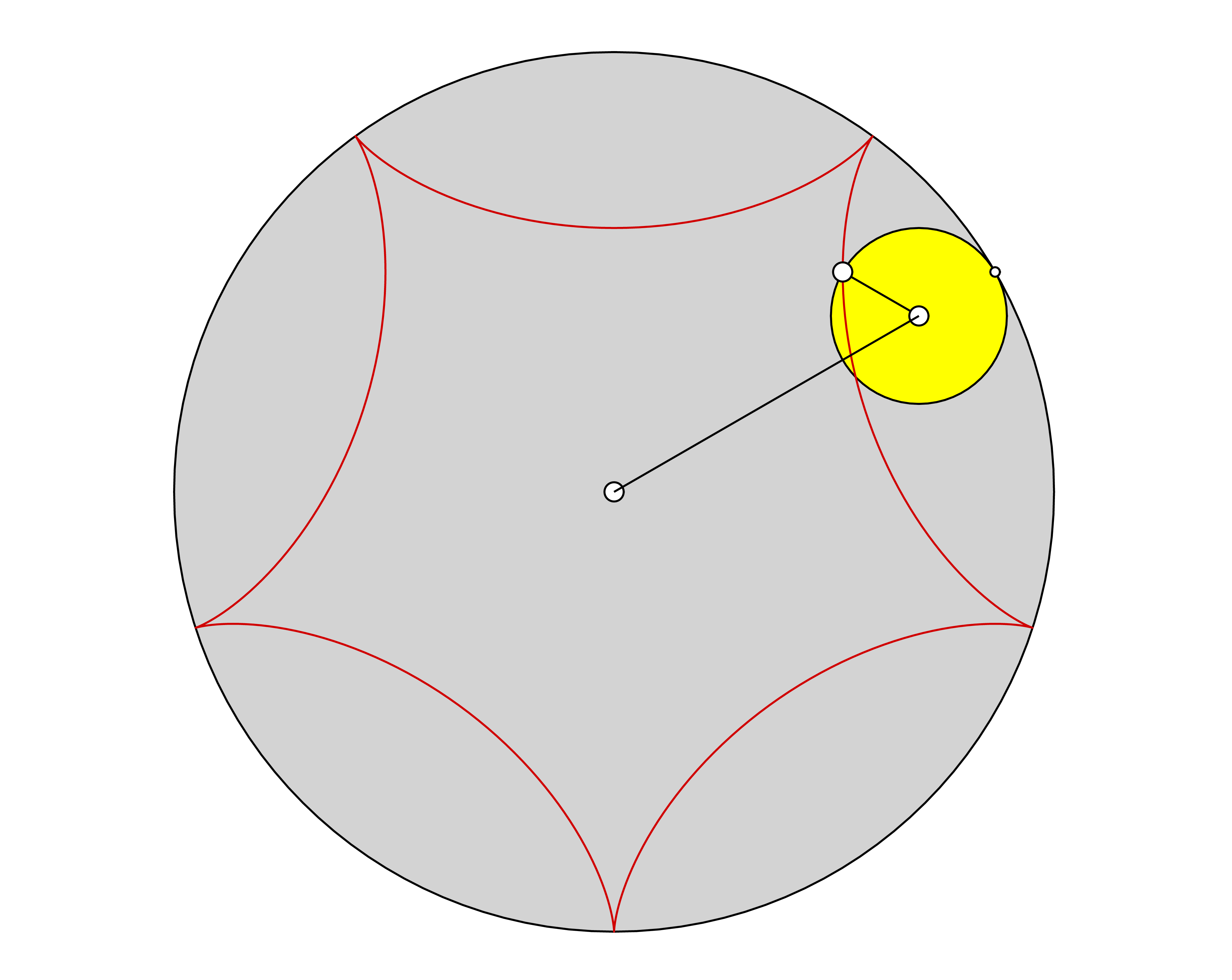
Gespitzte Hypozykloide
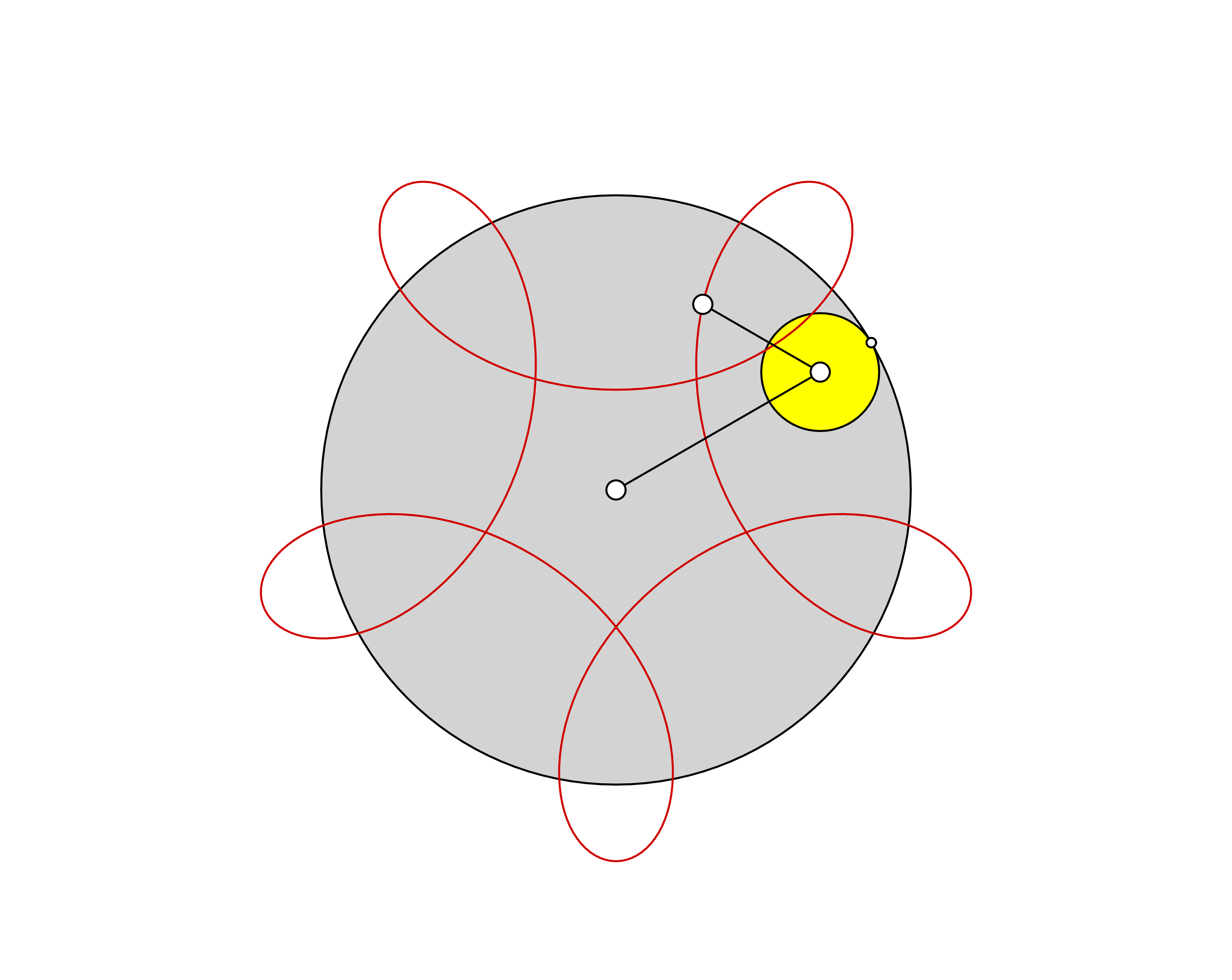
Verlängerte Hypozykloide mit 5 Schnittpunkten
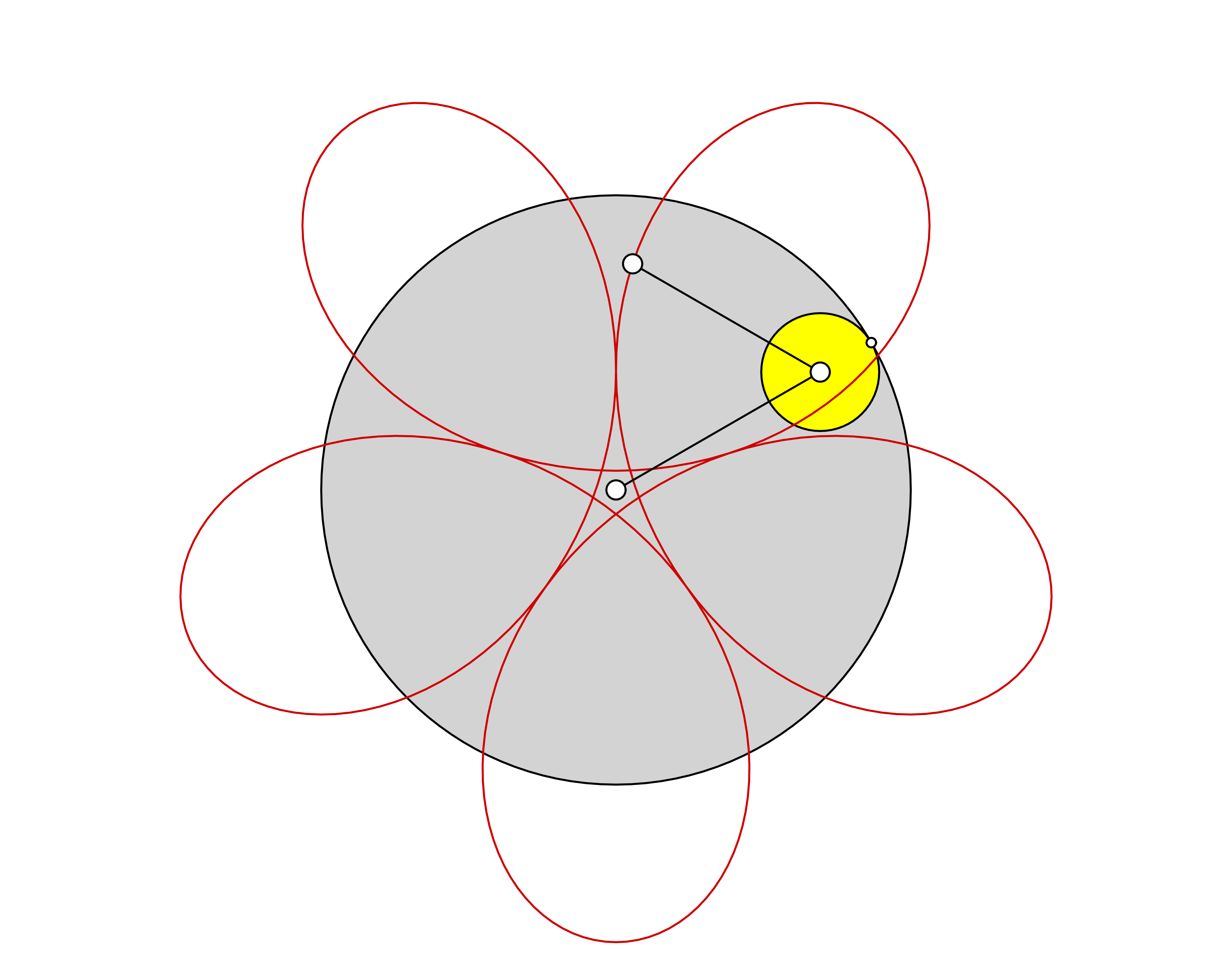
Verlängerte Hypozykloide mit 5 Berührungspunkten
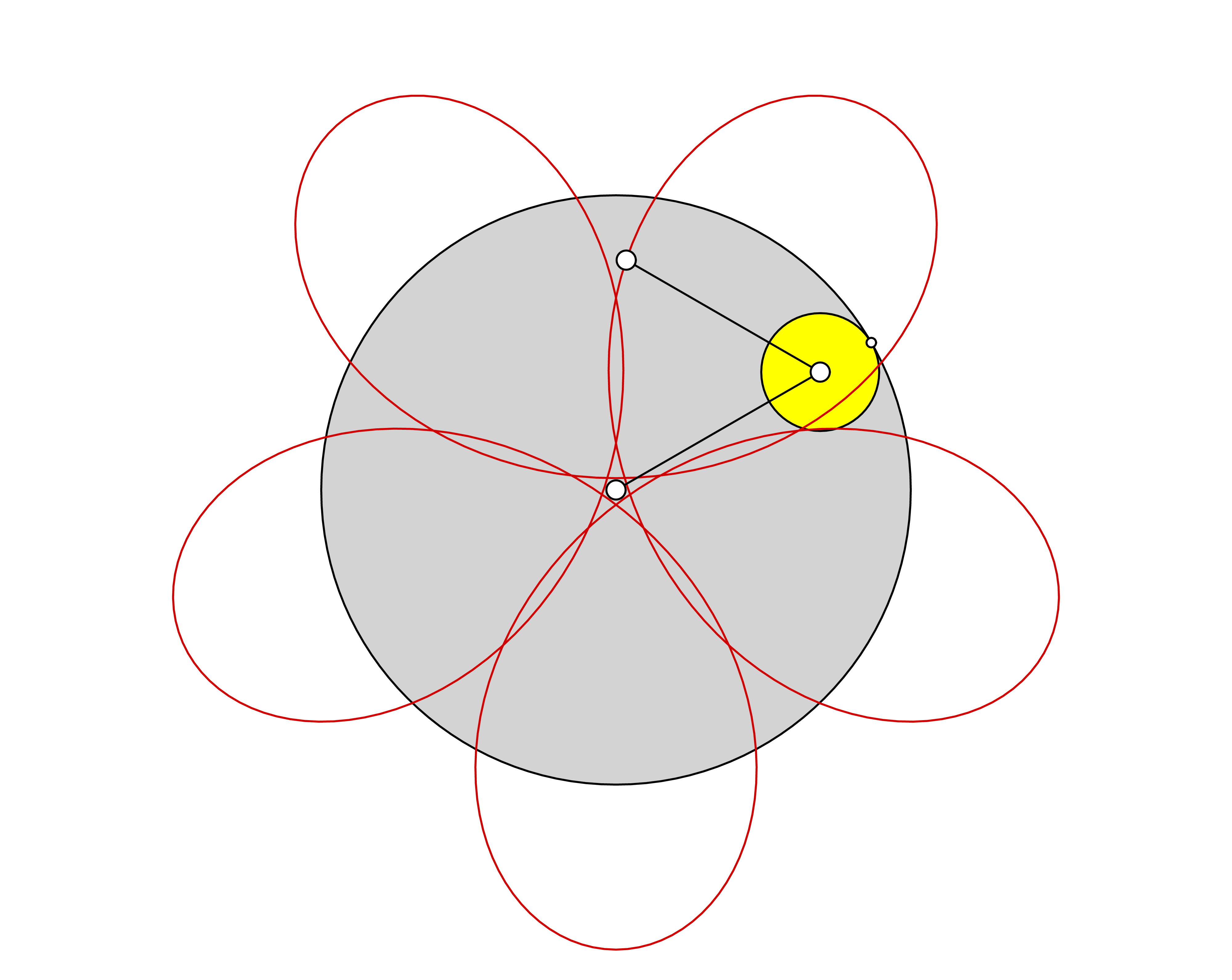
Verlängerte Hypozykloide mit 15 Schnittpunkten
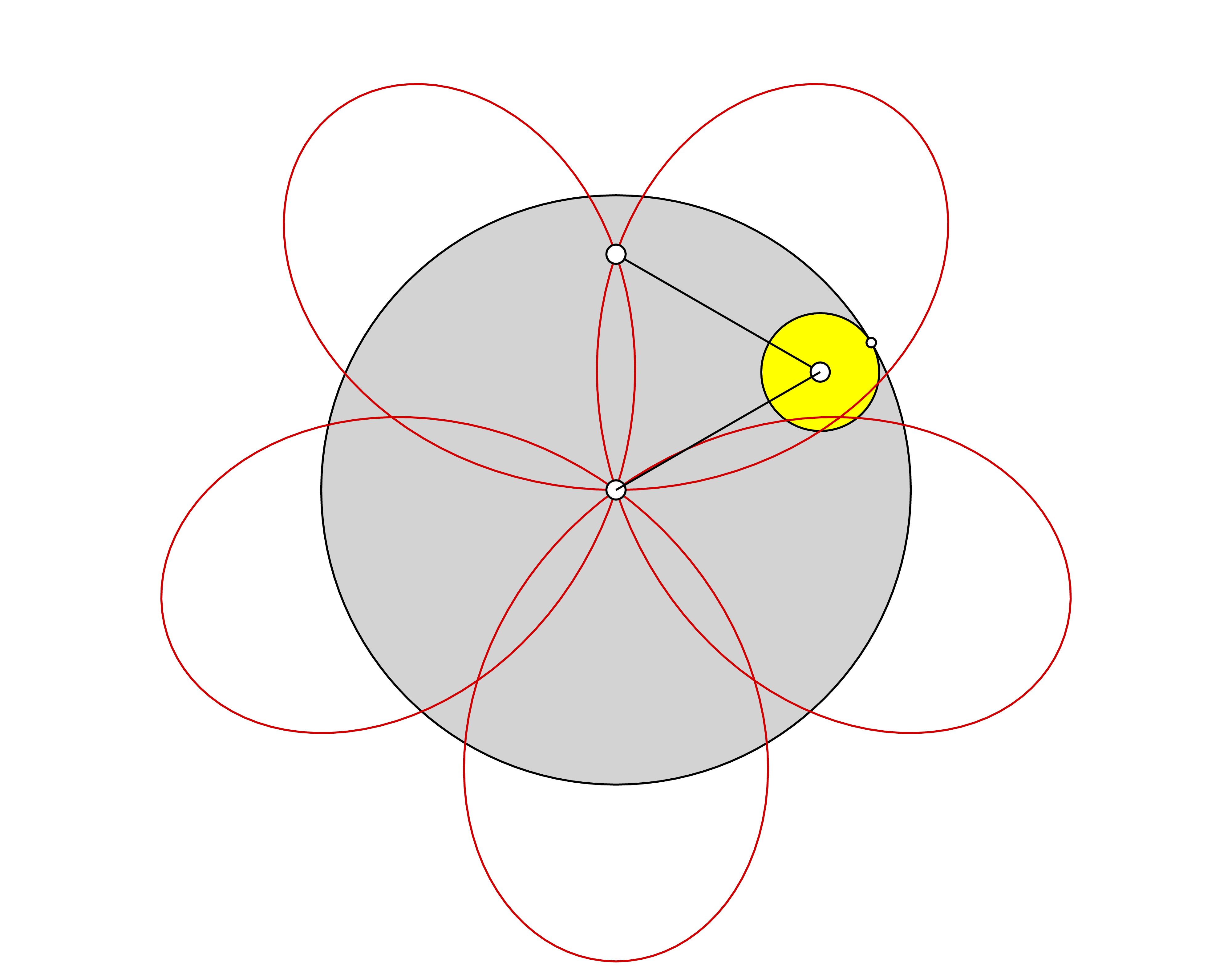
Verlängerte Hypozykloide mit 10fach-Schnittpunkt und 5 Schnittpunkten
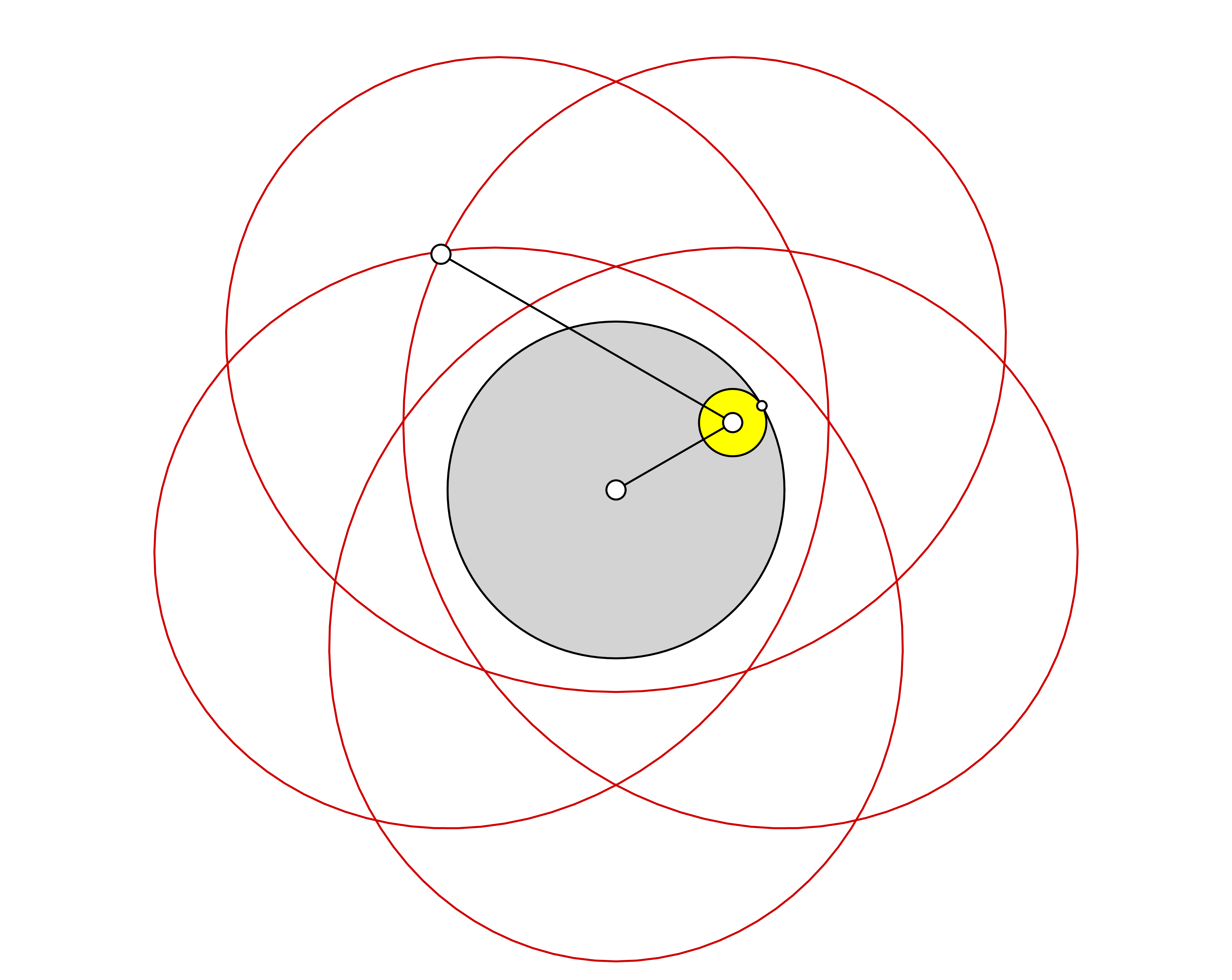
Verlängerte Hypozykloide mit 15 Schnittpunkten

2. Fall ({\displaystyle q<2})
In diesem Fall besitzt die Hypotrochoide keine Schleifen.
Liegt der erzeugende Punkt zwischen dem umlaufenden Kreis und dem Ball'schen Kreis ({\displaystyle r<d<r_{B}}), so hat die Hypotrochoide {\displaystyle i_{R}} Wendepunkte. Für {\displaystyle d\geq r_{B}} existieren keine Wendepunkte, das Krümmungsverhalten ist also einheitlich. Im Grenzfall {\displaystyle d=r_{B}} hat die Hypotrochoide {\displaystyle i_{R}} Abschnitte, die annähernd geradlinig verlaufen.
Die Zahl der Schnittpunkte hat ihren minimalen Wert {\displaystyle n_{min}=i_{R}(i_{R}-i_{r}-1)}.
Allgemeine Bemerkung
Eine Hypotrochoide, die durch den Mittelpunkt des festen Kreises verläuft und mehr als einen Schnittpunkt aufweist, stellt immer einen Sonderfall dar:
- Ist {\displaystyle i_{R}} eine gerade Zahl, dann weist diese verlängerte Hypozykloide mindestens einen Berührungspunkt auf. Gibt es mehrere Berührungspunkte, so liegen Berührungs- und Selbstschnittpunkte übereinander.
- Ist {\displaystyle i_{R}} eine ungerade Zahl, dann liegen mehrere Schnittpunkte der verlängerten Hypozykloide übereinander.

### Sonderfall q = 2
Ein interessanter Spezialfall liegt vor, wenn der rollende Kreis halb so groß ist wie der feste Kreis ({\displaystyle R=2r,q=2,m=1}).
- Falls der erzeugende Punkt am Rand des rollenden Kreises liegt ({\displaystyle d=r}, Hypozykloide oder gespitzte Hypotrochoide), entsteht ein Durchmesser des festen Kreises (zweifach durchlaufen, auf der {\displaystyle x}-Achse, siehe oben).
- Falls der erzeugende Punkt innerhalb des rollenden Kreises ({\displaystyle d<r}) oder außerhalb des rollenden Kreises liegt ({\displaystyle d>r}), entsteht die Ellipse {\displaystyle {\big (}(r+d)\cos \alpha ,(r-d)\sin \alpha {\big )}}.

Spezielle Hypotrochoiden mit q = 2
Ellipse als spezielle Hypotrochoide bei q = 2
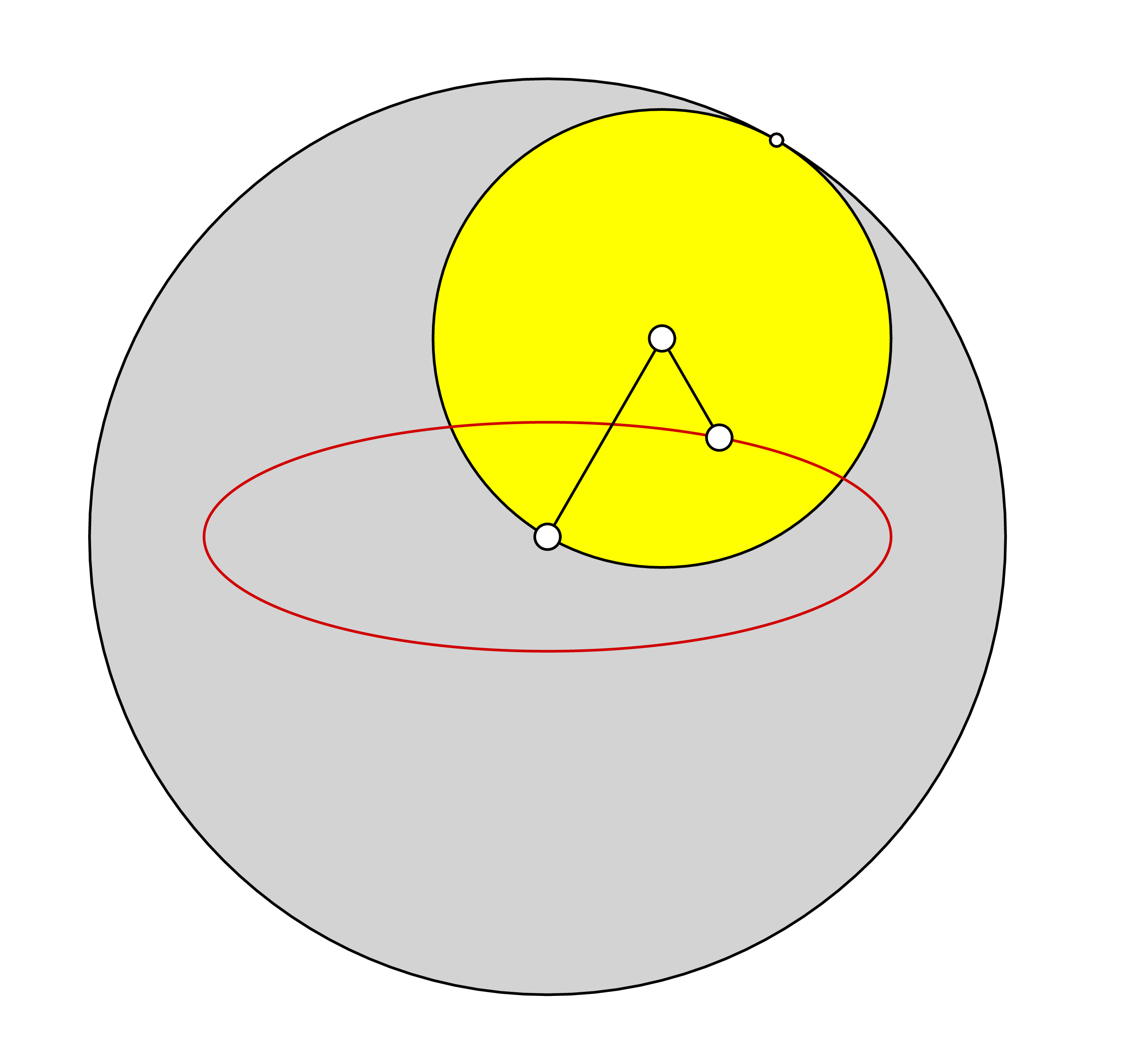
Hypotrochoide: Ellipse
Hypozykloide: Gerade
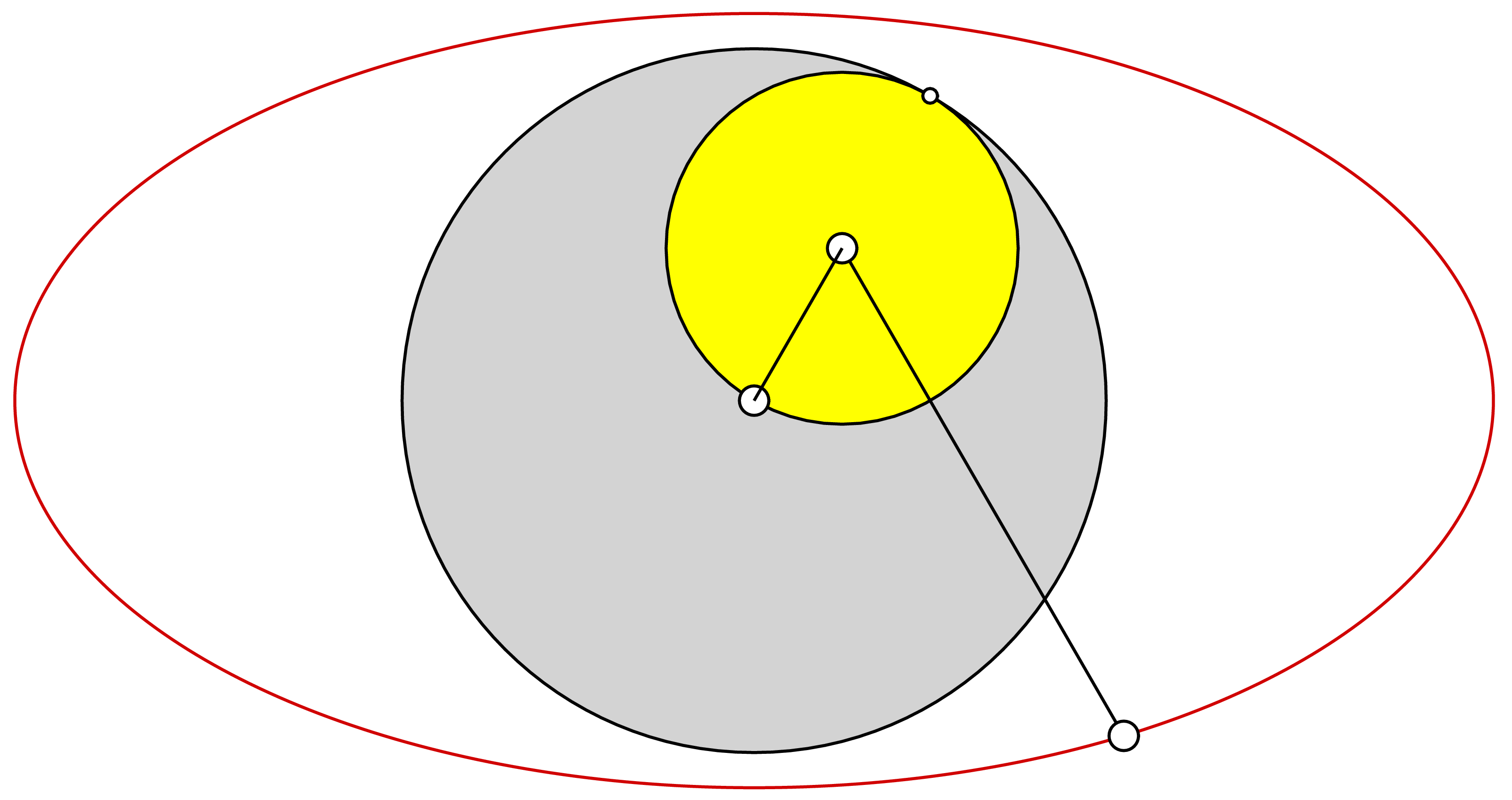
Hypotrochoide: Ellipse

Für {\displaystyle d>0} liegt die große Achse der Ellipse auf der {\displaystyle x}-Achse, für {\displaystyle d<0} (unüblich) würde sie auf der {\displaystyle y}-Achse liegen. Für {\displaystyle d=0} ergibt sich ein Kreis.
Eine Ellipse {\displaystyle (a\cos \alpha ,b\sin \alpha )} lässt sich also auch immer durch eine Hypotrochoide mit den Parametern {\displaystyle \;r={\tfrac {a+b}{2}},\;d={\tfrac {a-b}{2}},\;R=2r=a+b\;} erzeugen.
- {\displaystyle R=30,r=15,d=r} (Strecke)
- {\displaystyle R=30,r=15,d=-5,8,25} (Ellipsen)

(Strecke)
(Ellipsen)
Ellipsen (rot, cyan) mit cardanischen Kreisen